# Vicki Huntington
Victoria (Vicki) Huntington est une femme politique canadienne.
Elle est élue à l'Assemblée législative de la Colombie-Britannique lors de l'élection générale de 2009. représentant la circonscription électorale de Delta-Sud.

## Carrière politique
Elle termine deuxième après des résultats initial le soir d'élection avec son rival Wally Oppal qui a une marge de seulement deux votes de plus que Vicki Huntington lors de l'élection générale de 2009.